# Hans Alsér
Hans Alsér (ur. 23 stycznia 1942 w Borås, zm. 15 stycznia 1977 w Sztokholmie) – szwedzki tenisista stołowy oraz trener, dwukrotny mistrz świata, ośmiokrotny mistrz Europy, członek Galerii Sław ETTU. 
Był dwukrotnym mistrzem Europy juniorów oraz siedemnastokrotnym mistrzem Szwecji seniorów. Dwukrotnie zwyciężał tytuł mistrza Europy w grze pojedynczej, lecz największe sukcesy odnosił w grze podwójnej oraz drużynowo z kadrą Szwecji. W grze podwójnej w parze z Kjellem Johanssonem po dwa razy zdobywał tytuł mistrza świata oraz mistrza i wicemistrza Europy. Z reprezentacją Szwecji zaś zdobył dwa brązowe medale mistrzostw świata oraz cztery złote medale mistrzostw Europy.
Zginął w katastrofie lotniczej w 1977.

## Życiorys

### Kariera turniejowa

#### Kariera juniorska
W 1957 został brązowym, a rok później srebrnym medalistą mistrzostw Szwecji w grze pojedynczej w kategorii wiekowej do 17 lat. W 1959 zaś w tej samej kategorii wiekowej zdobył tytuł mistrzowski, po tym, jak pokonał w finale Stellana Bengtsson 2-0 w setach. W 1957 dwukrotnie zostawał mistrzem Europy juniorów (w grze pojedynczej i podwójnej), a w 1958 dwukrotnie wicemistrzem (w grze pojedynczej i podwójnej mieszanej).

#### Kariera seniorska

##### Mistrzostwa Szwecji
W 1957 startował również po raz pierwszy w seniorskich mistrzostwach Szwecji, zdobywając brązowy medal w grze podwójnej. Ostatni raz występował w nich zaś w 1974, kiedy to zajął piąte miejsce. W przeciągu owych lat sześciokrotnie zostawał mistrzem Szwecji w grze pojedynczej, raz w grze podwójnej mieszanej oraz dziesięciokrotnie w grze podwójnej. Osiem z tych tytułów zdobywał grając w parze Kjellem Johanssonem. Łącznie zdobył w turniejach mistrzostw Szwecji: 17 złotych, 7 srebrnych i 10 brązowych medali.

##### Mistrzostwa Europy
Pierwszy raz na mistrzostwach Europy startował zaś w 1960, zajmując ostatecznie piąte miejsce w grze pojedynczej. Dwa lata później zdobył dwa złote medale: w grze pojedynczej oraz w grze podwójnej mieszanej w parze z Inge Harst. W 1964 został zaś – jako członek kadry narodowej Szwecji – mistrzem Europy, a w grze podwójnej w parze z Kjellem Johanssonem wicemistrzem. W kolejnych mistrzostwach Szwecja z nim w składzie również zwyciężyła tytuł mistrzowski, a złoty medal tym razem udało mu się także zdobyć w grze podwójnej (znów w parze z Johanssonem). Wraz z reprezentacją Szwecji w rozgrywkach drużyn narodowych triumfował jeszcze w mistrzostwach 1968 i 1970 roku. W tych samych latach dwukrotnie zdobywał także srebrne medale w grze podwójnej (również w parze z Johanssonem), w grze pojedynczej zaś odpowiednio brązowy (1968) i złoty (1970) medal.

##### Mistrzostwa świata
W mistrzostwach świata trzykrotnie zdobywał brązowe medale oraz dwukrotnie złote. W 1959 zajął trzecie miejsce w grze podwójnej w parze z Åke Rakellem, a w 1963 i 1967 w turnieju drużyn narodowych. W 1967 zdobył zaś (w parze z Kjellem Johanssonem) tytuł mistrza świata w grze podwójnej, co udało im się także powtórzyć w 1969.

### Kariera klubowa
Jego pierwszym klubem był Byttorps IF, a w późniejszych latach występował jeszcze w Norrby IF, Leksbergs BTK, Mariestads BoIS i Mölndals BTK.

### Po zakończeniu kariery
Po zakończeniu kariery zawodniczej był trenerem m.in. kadry Niemiec. Zginął w katastrofie lotniczej w 1977. W 2016 został mianowany członkiem Galerii Sław ETTU.

## Sukcesy

### Sukcesy turniejowe
Na podstawie.

#### Mistrzostwa świata
- 1969 – złoty medal (gra podwójna)
- 1967 – złoty medal (gra podwójna)
- 1967 – brązowy medal (drużynowo)
- 1963 – brązowy medal (drużynowo)
- 1959 – brązowy medal (gra podwójna)

#### Mistrzostwa Europy
- 1970 – złoty medal (gra pojedyncza)
- 1970 – złoty medal (drużynowo)
- 1970 – srebrny medal (gra podwójna)
- 1968 – złoty medal (drużynowo)
- 1968 – srebrny medal (gra podwójna)
- 1968 – brązowy medal (gra pojedyncza)
- 1966 – złoty medal (gra podwójna)
- 1966 – złoty medal (drużynowo)
- 1964 – złoty medal (drużynowo)
- 1964 – srebrny medal (gra podwójna)
- 1962 – złoty medal (gra pojedyncza)
- 1962 – złoty medal (gra podwójna mieszana)
- 1962 – srebrny medal (drużynowo)
- 1960 – srebrny medal (drużynowo)

#### Mistrzostwa Szwecji
- 1972 – złoty medal (gra podwójna)
- 1971 – złoty medal (gra podwójna)
- 1970 – złoty medal (gra pojedyncza)
- 1970 – złoty medal (gra podwójna)
- 1969 – złoty medal (gra podwójna)
- 1968 – złoty medal (gra podwójna)
- 1968 – złoty medal (gra pojedyncza)
- 1967 – złoty medal (gra pojedyncza)
- 1967 – złoty medal (gra podwójna)
- 1967 – złoty medal (gra podwójna mieszana)
- 1966 – złoty medal (gra podwójna)
- 1965 – złoty medal (gra podwójna)
- 1965 – złoty medal (gra pojedyncza)
- 1964 – złoty medal (gra podwójna)
- 1963 – złoty medal (gra pojedyncza)
- 1963 – złoty medal (gra podwójna)
- 1960 – złoty medal (gra pojedyncza)

### Sukcesy klubowe
- 1973 – mistrzostwo Szwecji (jako zawodnik Mölndals BTK)[23]
- 1973 – wicemistrzostwo Szwecji (jako zawodnik Mölndals BTK)[24]
- 1971 – wicemistrzostwo Szwecji (jako zawodnik Mariestads BoIS)[25]
- 1970 – mistrzostwo Szwecji (jako zawodnik Mariestads BoIS)[26]
- 1969 – mistrzostwo Szwecji (jako zawodnik Mariestads BoIS)[27]
- 1968 – mistrzostwo Szwecji (jako zawodnik Mariestads BoIS)[28]
- 1967 – wicemistrzostwo Szwecji (jako zawodnik Leksbergs BTK[29]
- 1966 – mistrzostwo Szwecji (jako zawodnik Leksbergs BTK)[30]
- 1965 – wicemistrzostwo Szwecji (jako zawodnik Leksbergs BTK)[31]
- 1962 – wicemistrzostwo Szwecji (jako zawodnik Norrby IF)[32]